# أمبير لي كونورز
امبير لي كونورز (بالإنجليزية: Amber Lee Connors)‏ مواليد 9 أبريل 1991 في كليفلاند، هي ممثلة ومخرجة وكاتبة سيناريو أمريكية.

## وصلات خارجية
- أمبير لي كونورز على موقع IMDb (الإنجليزية)
- أمبير لي كونورز على موقع ميوزك برينز (الإنجليزية)
- أمبير لي كونورز على موقع قاعدة بيانات الفيلم (الإنجليزية)
- أمبير لي كونورز على موقع ANN person (الإنجليزية)